# Heinz Demisch
Heinz Demisch (* 7. Oktober 1913 in Königsberg; † 24. November 2000 in Saarbrücken) war ein deutscher Maler, Zeichner und Schriftsteller.
Der zwölfteilige  "Baum-Zyklus", den  Demisch von Januar bis August 1946 unmittelbar nach der Rückkehr aus sowjetischer Gefangenschaft schuf, sollte sein malerisches Hauptwerk werden. In der symbolischen Verdichtung weniger abstrahierter Bildmotive, wie „Sonne“, „Baum“, „Berg“ und „Schleier“, erhalten diese Bilder eine Leuchtkraft, die seinen reifen Kolorismus der Vorkriegsbilder noch steigert. Zugleich überraschen sie durch eine strenge, nahezu klassische Liniensprache. Von Bild zu Bild umkreist der Zyklus in vielfältigen Sinn-Bezügen das Hauptthema der  ersten Nachkriegszeit: die spirituelle Erneuerung. Nach diesem Höhepunkt wollte Demisch nur noch sozial wirken und arbeitete fortan in Wort und Schrift als Vortragender und Schriftsteller.

## Leben
Nachdem Heinz Demisch seit dem 14. Lebensjahr auf einer privaten Malschule in Königsberg eine erste akademische Ausbildung erfahren hatte, studierte er ab Winter 1931/32 in Königsberg an der Akademie der Bildenden Künste bei Alfred Partikel – in der Klasse für Landschaftsmalerei – und bei Wilhelm Worringer Kunstgeschichte an der Universität. Obgleich Partikel ihn zum Meisterschüler machen wollte, suchte Demisch, seine weitere Ausbildung eher im Westen fortzusetzen. Im Winter 1932 wechselte der 19-Jährige an die Kunstschule Weimar. Nach nur zwei Semestern brach er das Studium ab, nachdem ihm der Direktor, Paul Schultze-Neumann, zum Zwecke der Umerziehung mit einem paramilitärischen Lageraufenthalt gedroht hatte. Derart früh mit der kulturideologischen Barbarei der Nazis konfrontiert, floh Demisch im Herbst 1933 nahezu mittellos nach Palermo. Dort erarbeitete er sich während der folgenden Monate die Grundlagen für seine späteren Landschaftspoesien. Bis zur Militärausbildung Anfang 1939 und der Einberufung zu Kriegsbeginn blieben ihm für die eigene künstlerische Weiterentwicklung nur fünf Jahre, die er in Weimar, Hagen und Berlin verbrachte. Der Krieg endete für Demisch im September 1943 mit einer Schussverwundung und zweijähriger sowjetischer Gefangenschaft. Die Schikanen in einem Arbeitslager und die tägliche Akkordarbeit in einem primitiven Kohlebergwerk brachten ihn an den Rand des Todes. Religiöse Grenzerfahrungen hielten ihn aufrecht. Schwerkrank konnte er mit dem ersten Gefangenentransport im November 1945 in sein Berliner Atelier zurückkehren. Noch als Rekonvaleszent malte er von Januar bis August 1946 sein eigentliches Hauptwerk, einen Zyklus von zwölf Bildern. Darin erscheint als kontinuierliches Hauptmotiv das Symbolum des Baumes, der sich zur Sonne erhebt. Er gewinnt von Bild zu Bild an Stärke und Raum. Weitere Bildzeichen, wie „Berg“ und „Schleier“, kamen hinzu, um schließlich auf verschlüsselte Weise über die Metaphorik des abgestorbenen und neu keimenden Baumes auf den christlichen Weg von der Passion zur Auferstehung zu verweisen.
Der Zyklus von 1946, herausragend in seiner lichten Farbigkeit, Formenstrenge und konzeptuellen Stringenz, bedeutete für Demisch zugleich und ohne dass er darin einem Vorsatz gefolgt wäre, einen inneren Abschluss. Er wollte nunmehr direkter in die Kulturszene einwirken. Ab 1947 war er für den Rest seines Lebens als Schriftsteller und Vortragender tätig. Im gleichen Jahr heiratete er die Schriftstellerin und Lektorin Eva Maria Lichtenstern, geb. Mankiewicz (1915–1969), die später unter den Initialen EMD bei der Frankfurter Allgemeinen Zeitung als Redakteurin, verantwortlich für die „Schönen Künste“, ein reiches Wirkungsfeld entwickelte. 1948 wurde der gemeinsame Sohn Ernst-Christian Demisch geboren.
Im Sommer 1947 schloss Demisch sein Büchlein Franz Marc. Der Maler eines Neubeginns ab. Es erschien 1948 und stieß sogleich bei Maria Marc u. a. m. auf große Akzeptanz.  Daneben schrieb Demisch in zahlreichen Zeitungen. Bis 1959 half er in Berlin, den  Kulturimpuls der Anthroposophie  bekannt zu  machen, indem er vielbeachtete  Kongresse mit organisierte. Jahrelang unterstützte er ehrenamtlich die Öffentlichkeitsarbeit der Berliner Waldorfschule. Ab 1955 bis in die frühen 70er Jahre war er als freier Mitarbeiter der Frankfurter Allgemeinen Zeitung tätig und entfaltete zugleich  auf den Gebieten moderner und alter Kunst eine umfangreiche Vortragstätigkeit. 
1959 erfolgte der Umzug von Berlin nach Schönberg bei Kronberg im Taunus. 1971 zog er  mit seiner zweiten Frau, Antonie Vellemann, nach Eppstein im Taunus und 1989 nach Frankfurt am Main  zu seiner Stieftochter, Christa Lichtenstern, um mit ihr 1998 anlässlich ihrer Berufung in die Leitung des Kunstgeschichtlichen Instituts der Universität des Saarlandes nach Saarbrücken zu wechseln. Am 24. November 2000 erlag Demisch seinem langen Leiden.

## Werkentwicklung als Maler
Demischs malerisches Werk findet heute postum seinen Weg in die Öffentlichkeit. In den wenigen Jahren, die ihm als Künstler blieben und in denen ihn die nationalsozialistischen Obstruktionen, der Krieg und die sowjetische Gefangenschaft in seiner Entwicklung schwer behinderten, bezeugt es dennoch eine erstaunliche Reife und Eigenständigkeit. Orientierten sich seine Anfänge noch an der Neuen Sachlichkeit,  so hatte er bereits mit  zwanzig Jahren, seit dem Sommer 1934, zu einer eigenen Durchdringung von Farbe und Imagination gefunden. Bemerkenswerterweise basieren seine Bildpoesien – u. a. Berglandschaften, Schluchten und Höhlen – auf fundierten Studien von Goethes und Rudolf Steiners Farbenlehren, um sich darin bis 1939 frei und unabhängig  fortzuentwickeln. Dies führte zur Ausarbeitung ganzer Bilderreihen in Blau/Rot/Gelb(nur in einem  verschollenen Aquarell)/Violett und Grün. Die Rationalität dieser Vorgehensweise korrespondiert mit Demischs überlegter Technik einer beruhigten, alles Handschriftliche vermeidenden Schicht-an-Schicht-Malerei. Die gezielte Objektivierung der Pinselsprache sollte seine systematische Einübung in Farbgesetzmäßigkeiten unterstützen. Der sehr bewusste, in sich bündige Farbauftrag kann geradezu als ein Erkennungszeichen von Demischs Malerei gelten. Er trägt entscheidend in dem kleinen Gemälde „Die Felsenschlucht“ vom Juni 1934 zum Beginn seiner „Transzendenz-Landschaft“ bei. Der Begriff zielt auf das Phänomen, dass Demisch ab 1934 seine Bildmotive weitgehend an die Metaphysik der Farben band. Ebenso gehört dazu, dass seine Bilder ab diesem Zeitpunkt vielfach auch inhaltlich auf das Licht als ein geistiges Zentrum ausgerichtet sind.
Diese Sichtweise radikalisierte sich 1946 im „Baum“-Zyklus. Nahezu jedes der zwölf Gemälde trägt im Focus die Sonne. Ob von menschlich anmutenden Bäumen wie durch „Arme“ angerufen oder von einzelnen Bergen erhöht und schließlich die Stirb-und-Werde-Thematik gebrochener oder junger Bäume begleitend, stets wirkt die Sonne wie der Fluchtpunkt einer Strebung. Wie  bei van Gogh, den Demisch sehr bewunderte, kann die Sonne auch in dem Zyklus zu einem in den Kosmos  versetzten, spirituellen Sehnsuchtsort werden.

## Der Schriftsteller
Als Schriftsteller behandelte Heinz Demisch parallel zu seinen unten verzeichneten Büchern bevorzugt Wissenschaftsthemen aus der Vor- und Frühgeschichte, der Ägyptologie und der Klassischen und Christlichen Archäologie. Ebenso wirkte er in Wort und Schrift für die Belange der Kunst der Klassischen Moderne und der Gegenwart, wobei er sich oftmals auf zahlreiche Atelierbesuche stützen konnte.
Von 1955 bis zum Beginn der 70er Jahre war Demisch freier Mitarbeiter bei der Frankfurter Allgemeinen Zeitung. Außerdem schrieb er als Schriftsteller für zahlreiche andere Kulturzeitschriften, wie z. B. DIE KOMMENDEN und DIE DREI.
Auffallend enthalten Demischs kunstwissenschaftliche Standardwerke (Geschichte der Sphinx-Darstellung, der erhobenen Hände und des „ganzen“ Ludwig Richter) vielfache Korrespondenzen zu seiner Malerei.  So berührt sich, verkürzt gesagt, sein starker Bezug zur Sonne als Maler mit den von ihm herausgearbeiteten solaren Aspekten des Symboltiers Sphinx. Die flehenden „Arme“ seiner Bäume im Zyklus  von 1946 gehen nahtlos in die frühen Studien zur ägyptischen KA-Gebärde der erhobenen Hände über. Sie legten ihrerseits den Grund zu seinem Gebärden-Buch. 
Die in der Königsberger Gymnasialzeit gegebene  Nähe zum Pietismus fundiert die religiöse Grundrichtung von Demischs Malerei. Von daher erklärt sich die Aufmerksamkeit, die er in seiner späten Richter-Untersuchung (1998 abgeschlossen) Richters pietistisch ausgerichteter Religiosität  entgegenbringt. Die derart von Demisch authentisch gelebte Verbindung von Kunst und Wissenschaft spricht sich ebenfalls auffallend in seiner starken Beziehung zu Franz Marc aus. Nicht selten berührt sich seine Palette mit Marcs Farben. Unbedingt teilte er Marcs Devise: „Erkennt, meine Freunde, was Bilder sind: das Auftauchen an einem anderen Ort.“ 1947 setzte  seine schriftstellerische Arbeit mit einer Überblicksdarstellung zu Marcs Werk und seinem Gedankengut ein und endete 50 Jahre später mit einer Einzeluntersuchung zu Marcs „Turm der blauen Pferde und die Stoa“. Hier konnte Demisch zeigen, wie das Motiv der in die Höhe gestaffelten vier Pferde möglicherweise auf eine kosmische Vision des Stoikers Dion Chrysostomos zurückgeht.

## Veröffentlichungen

### Buchpublikationen
- Franz Marc. Der Maler eines Neubeginns, Berlin (Minerva-Verlag) 1948
- Vision und Mythos in der modernen Kunst, Stuttgart (Verlag Freies Geistesleben) 1959
- Die Sphinx. Geschichte ihrer Darstellung von den Anfängen bis zur Gegenwart, Stuttgart (Urachhaus-Verlag) 1977
- Erhobene Hände. Geschichte einer Gebärde in der bildenden Kunst, Stuttgart (Urachhaus-Verlag)1984
- Ludwig Richter. Eine Revision, hrsg. von Christa Lichtenstern, Berlin (Gebr. Mann-Verlag) 2003
- Heinrich von Kleist. Wer wollte auf dieser Welt glücklich sein? Hrsg.v. Ernst-Christian Demisch, Mit einem Nachwort von Christel Kiewitz, Stuttgart (Verlag Freies Geistesleben), 2. Aufl. 2011 (Erstaufl. 1964)

### Aufsätze (Auswahl)
- „Märchen und Erziehung“, in: Deutsche Rundschau, 70/10, Oktober 1947, S. 42
- „Surrealismus. Die Flucht vor der Entscheidung?“, in: Die Kommenden, 9. Februar 1948, S. 9
- „Der deutsche Künstlerbund. Ein Wort zu seinen Aufgaben und Zielen“, in: Die Kommenden, 25. Oktober 1951, S. 5
- „Psychiatrie und Comicbooks. Eine amerikanische Untersuchung“, in: Frankfurter Allgemeine Zeitung, 21. Juni 1955
- „Rembrandts Lichterlebnis. Zum Ausklang des Rembrandt-Gedenkjahres 1956“, in: Die Agnes Karll-Schwester, Jg. 10, Oktober 1956, o.P.
- „Caspar David Friedrich und das Kunstverständnis des 20. Jahrhunderts“, in: Neue Schau, Januar 1960/1, S. 5–8
- Nachruf auf Wilhelm Worringer, in: Frankfurter Allgemeine Zeitung, 1. April 1965
- „Aufstieg der Seele. Ein Euripides-Vers bei Kleist?“, in: Frankfurter Allgemeine Zeitung, 20. April 1967
- „In Sachen Kleist – Zur Forschung von Helmut Sembdner“, in: Die Drei. Zeitschrift für Wissenschaft, Kunst und soziales Leben, November 1984, S. 813–821
- „Neue Beobachtungen zu ‚Natur und Geist‘ von Philipp Otto Runge“, in: Jahrbuch des Freien Deutschen Hochstifts, 1996, S. 171–200
- „Franz Marcs Turm der Blauen Pferde und die Stoa“, in: Münchner Jahrbuch der bildenden Kunst, 3. Folge, Bd. LI, 2000, S. 243–256
- Notizen zur Biographie. Unveröffentlichtes Manuskript, Demisch-Archiv, Berlin 1983